# Cycnoches chlorochilon
Cycnoches chlorochilon är en orkidéart som beskrevs av Johann Friedrich Klotzsch. Cycnoches chlorochilon ingår i släktet Cycnoches, och familjen orkidéer. Inga underarter finns listade i Catalogue of Life.